# Medaka Box
Medaka Box (めだかボックス, Medaka Bokkusu) é um mangá shōnen japonês escrito por Nishio Ishin e ilustrado por Akira Akatsuki. A série segue o conselho estudantil da Academia Hakoniwa, originalmente composta por Medaka Kurokami e Hitoyoshi Zenkichi, durante suas várias aventuras para honrar as sugestões apresentadas pelos estudantes a fim de melhorar a academia.
Medaka Box foi seriado na revista japonesa Weekly Shōnen Jump, publicada pela editora Shueisha de maio de 2009 a abril de 2013, a Shueisha compilou 22 volumes da série ao todo. Foi adaptado para uma série de televisão anime que durou de 5 de abril a 21 de junho 2012. Uma segunda temporada foi ao ar entre 11 de outubro e 27 de dezembro de 2012

## Enredo
Kurokami Medaka, estudante do primeiro ano, é eleita como presidente do conselho estudantil, e a primeira coisa que ela faz é estabelecer uma caixa de sugestões, mais tarde apelidada pelos alunos por "Medaka Box". Medaka incentiva os alunos a apresentarem qualquer problema para a caixa sem hesitação e promete resolver qualquer problema que lhe foi informado.
Desde que Medaka ganhou as eleições como membro do Conselho com 98% dos votos, ela acaba sendo a única membro do conselho, então ela pede a seu amigo de infância, Hitoyoshi Zenkichi, para ajudá-la, assim tornando-o um novo membro do Conselho de Estudantil. Logo Medaka recrutas mais duas pessoas para o conselho, o ex-membro do clube de judô Akune Kouki como secretário e a atual membro do clube de natação Kikaijima Mogana, por empréstimo de ¥ 300 por dia, como tesoureira.
Agora os membros do Conselho Estudantil passam os dias solucionando os problemas apresentados pela Medaka Box, sejam eles de clubes onde eles não pertencem, meninas que precisam de ajuda para escrever cartas de amor ou de pessoas que perderam seus animais de estimação, gradualmente ganhando o respeito e admiração de toda a escola.